# Bushyhead
Bushyhead – jednostka osadnicza w Stanach Zjednoczonych, w stanie Oklahoma, w hrabstwie Rogers.